# سيرغي سافيلييف
سِيرْغِي فِيَاتْشِيسلاَفُوفِيتْش سَافِيلْيِيفْ (بالروسية: Серге́й Вячесла́вович Саве́льев) مِنْ مَوَالِيدْ 7 مارس 1959، هو عالم روسي، عالم تطوري ، وعالم أحياء عصبية ودكتور في العلوم البيولوجية، كما أنه أستاذ علم الأحياء، ورئيس مختبر تطور الجهاز العصبي بالأكاديمية الروسية للعلوم، يعرف بكونه صاحب نظرية الفرز الدماغي.